# Reillanne
Reillanne est une commune française située dans le département des Alpes-de-Haute-Provence, en région Provence-Alpes-Côte d'Azur.

## Géographie

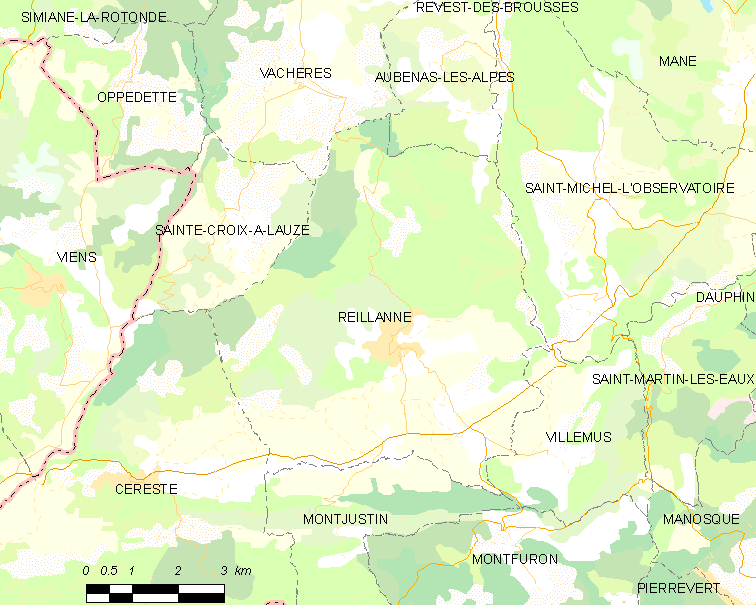
Reillanne et les communes voisines (Cliquez sur la carte pour accéder à une grande carte avec la légende).

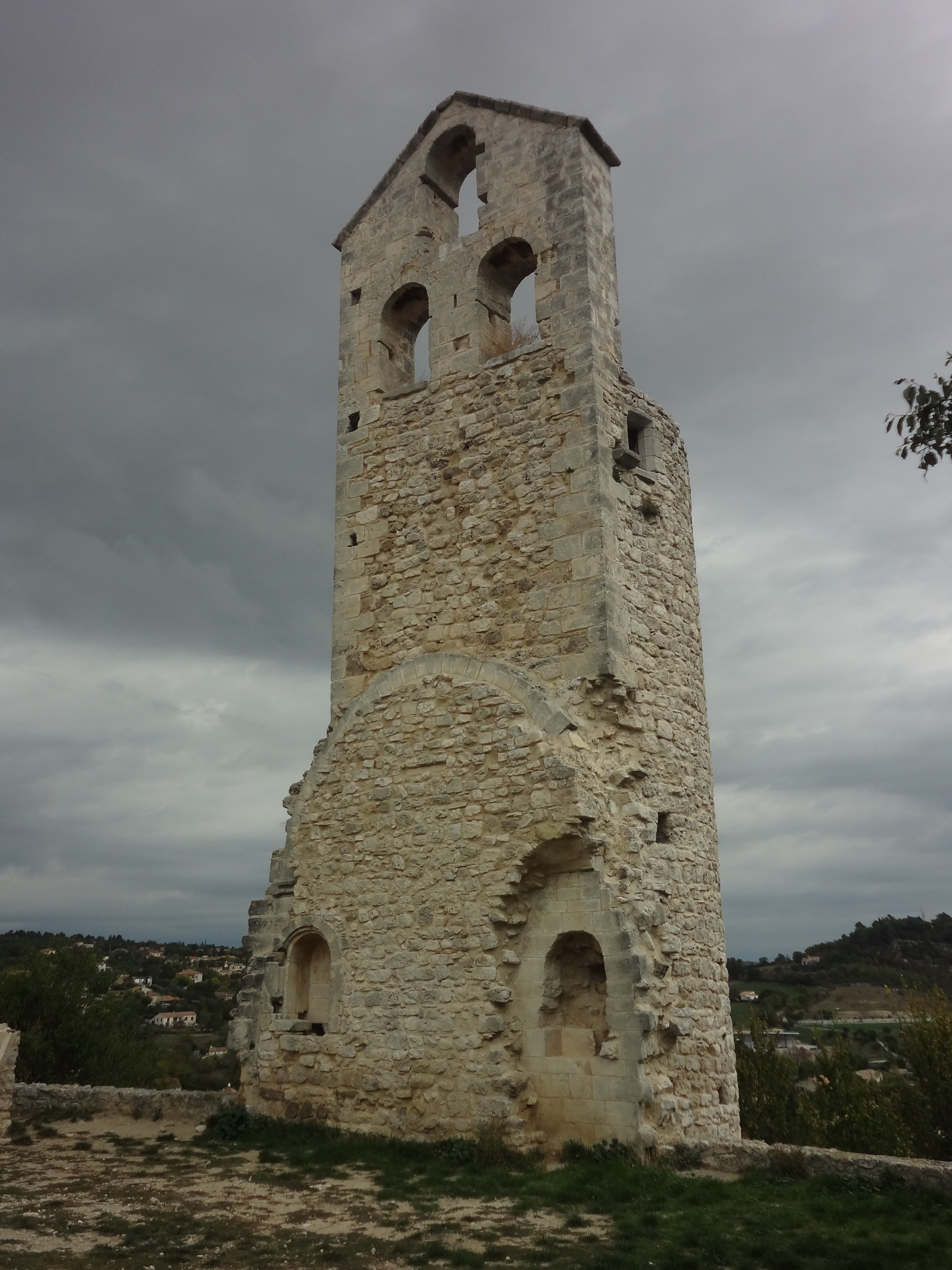
Clocher de l’église Saint-Pierre de Reillanne.

### Localisation
Les communes limitrophes de Reillanne sont Aubenas-les-Alpes, Saint-Michel-l'Observatoire, Villemus, Montjustin, Céreste, Sainte-Croix-à-Lauze et Vachères.

### Géologie et relief
La superficie de la commune est de 3 855 hectares ; son altitude varie de 387  à   805 mètres.
La commune de Reillanne est établie sur le col des Granons, au contact entre les vallées du Calavon et du Largue.

### Hydrographie
Reillanne est traversée par plusieurs cours d'eau, dont le plus important est le Largue, qui longe la commune par l'est. Dans le village, le ruisseau du Tréchiou serpente à l'ouest de la colline de Saint-Denis avant de descendre vers la plaine et de se jeter dans l'Encrême. Plusieurs retenues d'eau artificielles existent à proximité de l'Encrême, dans le quartier de la Garde de Dieu.

### Environnement
La commune compte 1 964 ha de bois et forêts.

### Climat
Pour des articles plus généraux, voir Climat de Provence-Alpes-Côte d'Azur et Climat des Alpes-de-Haute-Provence.
En 2010, le climat de la commune est de type climat méditerranéen altéré, selon une étude du Centre national de la recherche scientifique s'appuyant sur une série de données couvrant la période 1971-2000. En 2020, Météo-France publie une typologie des climats de la France métropolitaine dans laquelle la commune est dans une zone de transition entre le climat de montagne et le climat méditerranéen et est dans la région climatique Provence, Languedoc-Roussillon, caractérisée par une pluviométrie faible en été, un très bon ensoleillement (2 600 h/an), un été chaud (21,5 °C), un air très sec en été, sec en toutes saisons, des vents forts (fréquence de 40 à 50 % de vents > 5 m/s) et peu de brouillards.
Pour la période 1971-2000, la température annuelle moyenne est de 12 °C, avec une amplitude thermique annuelle de 16,9 °C. Le cumul annuel moyen de précipitations est de 843 mm, avec 6,5 jours de précipitations en janvier et 3,3 jours en juillet. Pour la période 1991-2020, la température moyenne annuelle observée sur la station météorologique de Météo-France la plus proche, « Dauphin », dans la commune de Dauphin à 10 km à vol d'oiseau, est de 12,6 °C et le cumul annuel moyen de précipitations est de 693,2 mm. 
La température maximale relevée sur cette station est de 42,1 °C, atteinte le 28 juin 2019 ; la température minimale est de −16,4 °C, atteinte le 7 février 2012,,.
Les paramètres climatiques de la commune ont été estimés pour le milieu du siècle (2041-2070) selon différents scénarios d'émission de gaz à effet de serre à partir des nouvelles projections climatiques de référence DRIAS-2020. Ils sont consultables sur un site dédié publié par Météo-France en novembre 2022.

### Voies de communication et transports

#### Voies routières
Le territoire de la commune est traversé d'est en ouest par la route départementale 4100 (ancienne route nationale 100) ; deux routes départementales relient le village à l'ancienne nationale, la RD 14 et la RD 214.

#### Services autocars
Reillanne est desservie par deux lignes du réseau Zou ! : 
- 2 lignes de PROXIMITÉ :

| Ligne | Tracé                                                  |
| ----- | ------------------------------------------------------ |
| 460   | (Vachères) ↔ Reillanne ↔ Manosque                      |
| 915   | Avignon ↔ Apt ↔ Reillanne ↔ Forcalquier ↔ La Brillanne |

### Risques naturels et technologiques
Aucune des 200 communes du département n'est en zone de risque sismique nul. Le canton de Reillanne est en zone 1b (sismicité faible) selon la classification déterministe de 1991, basée sur les séismes historiques, et en zone 4 (risque moyen) selon la classification probabiliste EC8 de 2011. La commune de Reillanne est également exposée à trois autres risques naturels :
- feu de forêt ;
- inondation ;
- mouvement de terrain : environ la moitié du territoire de la commune est concerné par un aléa moyen à fort[17].

La commune de Reillanne est de plus exposée à un risque d'origine technologique, celui de transport de matières dangereuses par route. La départementale RD 4100 (ancienne route nationale 100) peut être empruntée par les transports routiers de marchandises dangereuses.
Aucun plan de prévention des risques naturels prévisibles (PPR) n'existe pour la commune et le Dicrim n'existe pas non plus.
La commune a été l'objet de cinq arrêtés de catastrophe naturelle dont trois pour des inondations et des coulées de boue en 1994, 2011 et en 2019, et deux pour des mouvements de terrain dus à la sécheresse en 1997 et en 2017. Le dernier tremblement de terre fortement ressenti à Reillanne est celui du 23 février 1887, avec une intensité macro-sismique de VII sur l'échelle MSK (niveau correspondant à des dommages causés aux immeubles). L'épicentre était situé à Bussana Vecchia, en Italie.

## Urbanisme

### Typologie
Au 1er janvier 2024, Reillanne est catégorisée bourg rural, selon la nouvelle grille communale de densité à 7 niveaux définie par l'Insee en 2022.
Elle est située hors unité urbaine. Par ailleurs la commune fait partie de l'aire d'attraction de Manosque, dont elle est une commune de la couronne,. Cette aire, qui regroupe 30 communes, est catégorisée dans les aires de 50 000 à moins de 200 000 habitants,.

### Occupation des sols

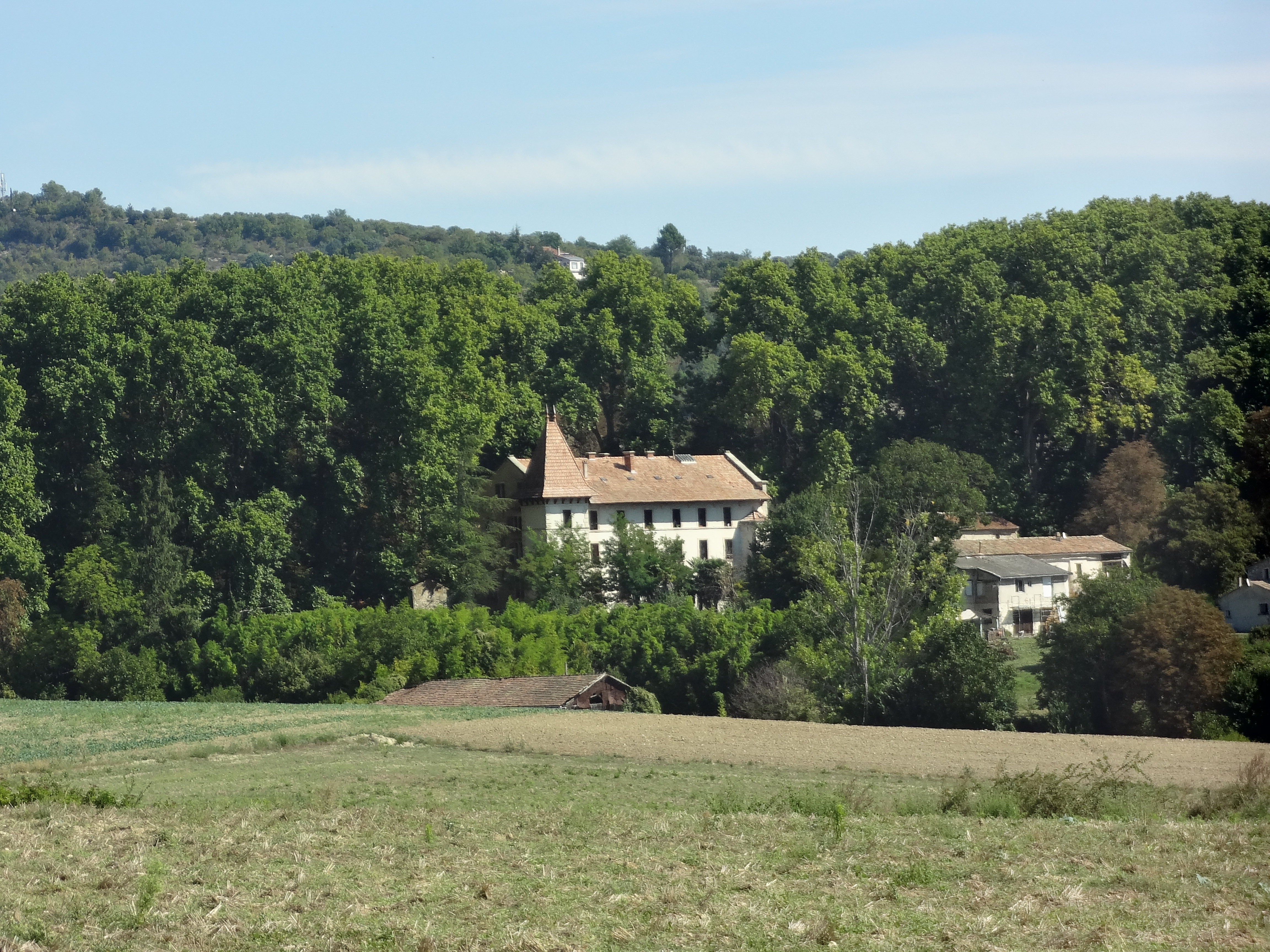
Le château du Pinet.

La répartition des sols de la commune est la suivante (donnée pour un total de) :
| Type d'occupation | Pourcentage | Superficie (en hectares) |
| ----------------- | ----------- | ------------------------ |
| Zones urbaines    | 4,33 %      | 168,58                   |
| Zones agricoles   | 33,74 %     | 1 312,78                 |
| Zones naturelles  | 61,96 %     | 2 410,78                 |
| Total             | 100 %       | 3 891                    |

### Logement
Reillanne comptait 1 014 logements en 2007 (contre 870 en 1999). Les constructions neuves sont bien plus présentes que la moyenne française : en 2007, 13,9 % des résidences principales dataient d'après 1990 contre 10,4 % en France. En revanche, la commune connaît un important déficit de constructions des années 1950 aux années 1970 qui s'explique par l'exode rural.
Les résidences principales représentent 663 logements soit 65,4 % du parc, réparties à 87,8 % en maisons individuelles (91,3 % en 1999) et à 10,5 % en appartements (respectivement 56,1 % et 42,4 % en France métropolitaine). 65,7 % des habitations principales comportent 4 pièces et plus. Les propriétaires de leurs logements constituent 71,7 % des habitants contre 25,3 % qui ne sont que locataires (respectivement 57,4 % et 39,8 % en France métropolitaine).

## Toponymie
La commune se nomme Relhana en provençal et vivaro-alpin de norme classique et Reihano en provençal de norme mistralienne. Le linguiste Charles Rostaing relève 26 formes pour le nom de Reillanne, la plus ancienne, Reglana, remontant à 909. On trouve des formes similaires, comme Reilana (XIe siècle), Rillana (1125), Reillana (1274) ou encore Reilhane (1401).
Trois interprétations du nom ont cours :
- le nom Reillanne viendrait du provençal reiho (« soc de charrue », un objet agraire que l'on trouve aujourd'hui dans les armes de Reillanne.) Il s'agit d'une étymologie populaire, liée à la proximité entre les noms Reillanne et reiho ;
- Frédéric Mistral, le félibre provençal, et l'historien André Bouyala d'Arnaud, trouvent dans le mot « Reillanne » une évocation de la voie Aurélienne. Charles Rostaing s'oppose à cette interprétation ;
- selon les toponymistes Skok et Groehler[31], Reillanne doit son nom à la gens Regilia, une famille (ou peut-être un clan, une tribu) propriétaire du terroir de Reillanne au Haut Moyen Âge. Le toponymiste Lorgnon envisage davantage Regulius que Regilius[32], le couple Fénié retient l’explication par le nom romain mais ne tranche pas entre les deux gentilices proposés[33].

## Histoire

### Préhistoire
Dans les années 1950, de nombreuses empreintes fossiles sont identifiées au quartier des Pas d'Ânes. Considérées par la tradition comme appartenant à des ânes, elles se révèlent être celles d'anchitherium, un genre d'équidé vivant il y a approximativement 20 MA.
Les plus anciennes traces humaines datent du mésolithique et du Bronze final: la grotte de Saint-Mitre est fréquentée et a livré plusieurs tombes.

### Antiquité
Dans l’Antiquité, le territoire de Reillanne fait partie de celui des Sogiontiques (Sogiontii), dont le territoire s’étend du sud des Baronnies à la Durance. Les Sogiontiques sont fédérés aux Voconces, et après la conquête romaine, ils sont rattachés avec eux à la province romaine de Narbonnaise. Au IIe siècle, ils sont détachés des Voconces et forment une civitas distincte, avec pour capitale Segustero (Sisteron).
La voie domitienne traversait la commune, allant d'Italie en Espagne. À proximité des Roussetys, elle franchissait le torrent du Vallon par un gué aménagé similaire à celui du Reculon, à Saint-Michel-l'Observatoire.
À la fin de l'Empire romain, la grotte de Saint-Mitre est réoccupée (IIIe et IVe siècles).
Reillanne bénéficie des privilèges de municipe et pouvait à ce titre s'auto-administrer[réf. nécessaire].

### Moyen Âge et période moderne
Alors que le sud-est de la Gaule était une terre burgonde, le roi des Ostrogoths Théodoric le Grand fait la conquête de la région entre la Durance, le Rhône et l’Isère en 510. La commune dépend donc brièvement à nouveau de l’Italie, jusqu’en 526. En effet, pour se réconcilier avec le roi burgonde Gondemar III, la régente ostrogothe Amalasonthe lui rend ce territoire.
Reillanne apparaît dans les chartes en 909 sous le nom de Reglana, quand il est fait mention de la villa Pineta (actuel château Pinet) et de l’église Saint-Suffrein (sancti Sisfredi). Elle appartenait à l’abbaye de Montmajour, qui en percevait les revenus, moins le quart des dîmes et le tiers des offrandes aux morts, que l’archevêque d’Aix se réservait.
La bourgade a une certaine importance au Moyen Âge. La légende affirme que les Templiers ont construit un monastère, cependant aucun document ne vient corroborer cette affirmation. Ce monastère est en fait franciscain. La paroisse relevait elle du prieuré de Carluc, et donc indirectement de l’abbaye de Montmajour. Les revenus de cette église allait donc à cet ordre, moins le quart des dîmes et le tiers des offrandes aux morts, que l’archevêque d’Aix se réservait, comme pour Saint-Suffrein. Le prieuré Saint-Mitre relevait lui de l’abbaye Saint-Victor de Marseille ; à partir de 1237, les franciscains installent dans ce prieuré un hospice pour les pèlerins allant à Rome. Enfin, au XIVe siècle, les observantins créent un couvent à Reillane.
À la fin du XIIe siècle, les Hospitaliers de Saint-Jean ont sous leur garde l’église Saint-Égide (appartenant auparavant au chapitre d’Aix), placée sur l’ancienne via domitia, et un hospice destiné aux voyageurs.
Le fief de Reillanne relevait du comté de Forcalquier au XIIe siècle. Lorsque ce comté perd son indépendance en 1209, à la mort de Guillaume II, un de ses neveux, Guillaume de Sabran tente de le relever. Après une lutte de dix ans, il passe un accord à Meyrargues le 29 juin 1220 avec Raimond Bérenger IV, comte de Provence et lui aussi héritier du comté de Forcalquier. Par cet accord, la moitié sud du comté, dont Reillanne, lui est donnée. Guillaume de Sabran conserve sa moitié de comté jusqu'à sa mort, vers 1250.
Dès le XIIIe siècle, la ville bénéficie d’un consulat. La communauté relève de la viguerie de Forcalquier. Reillanne est le siège d’une vicomté créée en 1346 et dont Foulque d'Agoult fut le premier titulaire. La famille de Pierrevert fut signalée à Reillanne depuis la fin du XIIIe siècle ; mais elle ne semblait pas avoir de résidence fixe à Reillanne. En 1304, Raymond de Pierrevert — qui était déjà coseigneur de Châteauneuf-lès-Mane (en 1303) — était coseigneur de Reillanne. En 1346, la famille de Pierrevert n'était plus coseigneur de Reillanne. Avant 1320, Engles de Reillanne (?-1340) était coseigneur de Reillanne. Un de ses fils, Bertrand, noble, fut coseigneur de Reillanne. En 1349, Boniface de Reillanne, aîné et jeune, furent coseigneur de Reillanne.
Vers 1357-1358, Arnaud de Cervole, dit l’Archiprêtre, célèbre chef de mercenaires du début de la guerre de Cent Ans, s’empare de Reillanne.
La mort de la reine Jeanne Ire ouvre une crise de succession à la tête du comté de Provence, les villes de l’Union d'Aix (1382-1387) soutenant Charles de Duras contre Louis Ier d'Anjou. Le seigneur de Reillanne, Boniface, soutient le duc d’Anjou dès le printemps 1382, ce soutien étant conditionné à la participation du duc à l’expédition de secours à la reine.
Avant 1334, Guillaume de Villemus possédait des droits seigneuriaux qu'il céda à Bertrand de Vandroma et à Bertrand Grassi. Sparron de Petraviridi fut aussi l'un des coseigneurs de Reillanne[réf. non conforme]. En 1390, Paul Triboleti, juge des secondes appellations de Marseille (1381) était propriétaire de la bastide De Apulia, à Reillanne.
Une foire se tenait à Reillanne, de la fin du Moyen Âge jusqu’à la Révolution, bénéficiant de la situation de la ville à la jonction de deux itinéraires allant de la vallée de la Durance à celle du Coulon et Avignon, par Apt,. Le couvent des observantins est vendu en 1766.

### Révolution française
La Révolution est accueillie avec joie à Reillanne. Quelques excès contre le clergé surviennent toutefois de la part des Jacobins, même s'ils sont limités car les Girondins, qui réprouvent ces excès, sont majoritaires dans le village. Durant cette période, Reillanne compte une société patriotique, créée après la fin de 1792. Lors de la déchristianisation de l'an II, les autorités reillannaises envoient aux administrateurs du district de Forcalquier de nombreux ustensiles prélevés dans l'église de Reillanne. Pourtant, le peuple reste attaché à la foi catholique. Les actes paroissiaux ne diminuent pas, ou peu, entre 1790-1792 et 1793.
Le vaste château, dont l’enceinte extérieure comptait 18 tours, est entièrement détruit à la suite de la Révolution.

### Époque contemporaine

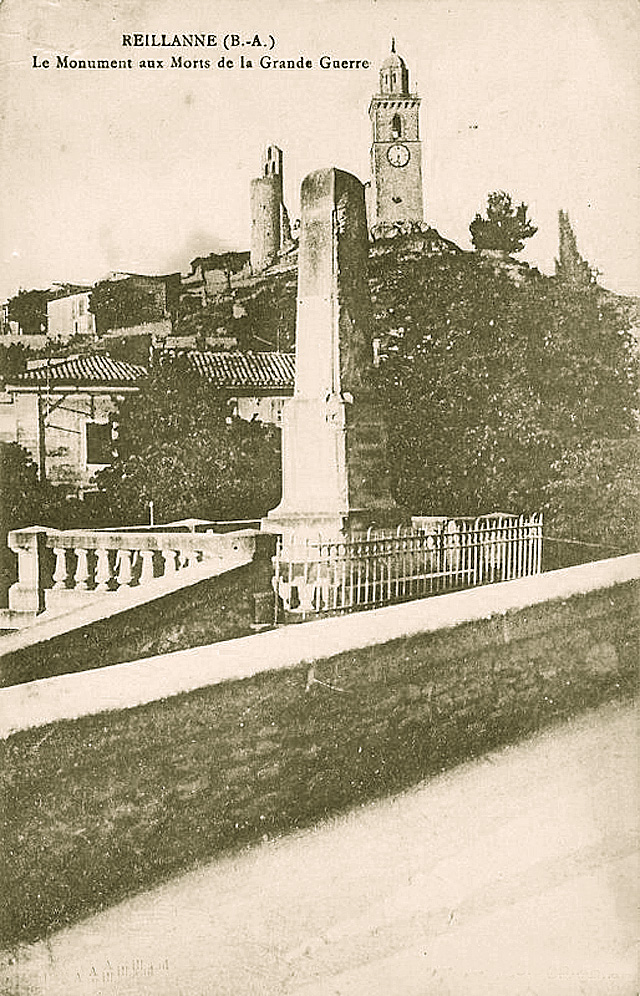
Monument aux morts.

La commune du Bourget est rattachée à Reillanne en 1846.
Le coup d'État du 2 décembre 1851 commis par Louis-Napoléon Bonaparte contre la Deuxième République provoque un soulèvement armé dans les Basses-Alpes, en défense de la Constitution. Après l’échec de l’insurrection, une sévère répression poursuit ceux qui se sont levés pour défendre la République : dix habitants de Reillanne sont traduits devant la commission mixte, la majorité étant condamnés à la déportation en Algérie. En 1865, des moniales s’installent dans l’ancien couvent des observantins, qu’elles abandonnent dans les années 1930.
Comme de nombreuses communes du département, Reillanne se dote d’une école bien avant les lois Ferry : en 1863, elle en possède déjà une qui dispense une instruction primaire aux garçons, au chef-lieu. La même instruction est donnée aux filles, la loi Falloux (1851) imposant l’ouverture d’une école de filles aux communes de plus de 800 habitants. La commune profite des subventions de la deuxième loi Duruy (1877) pour construire une école neuve.
Au début de la Seconde Guerre mondiale, un centre d’internement du service social des étrangers est créé à Reillanne en 1942 dans l'ancien couvent Notre-Dame des Prés : des familles espagnoles y sont internées. Puis elles sont rejointes par des familles juives, l’UGIF intervenant alors au camp,. Le 12 mai 1944, une rafle menée par des membres français de la Gestapo de Marseille conduits par Charles Palmieri, conduit à l'arrestation de 54 Juifs, principalement des femmes, des enfants, et des personnes malades ou âgées. Ceux-ci sont emmenés en car à Marseille, puis en train à Drancy, et de là à Auschwitz où ils meurent assassinés. Seuls trois survivants à cette rafle sont connus à ce jour. Le camp ne ferme qu’à la Libération. Le couvent Notre-Dame-des-Prés est ensuite transformé en colonie de vacances en 1963, puis en hôtel en 2024.
La chartreuse Notre-Dame est créée en 1978.

## Politique et administration

### Liste des maires
| Période                                  | Période                         | Identité                      | Étiquette | Qualité                                                            |
| ---------------------------------------- | ------------------------------- | ----------------------------- | --------- | ------------------------------------------------------------------ |
| Les données manquantes sont à compléter. |                                 |                               |           |                                                                    |
| 1793                                     | 1801                            | François Dermitanis           |           | maire, puis agent municipal                                        |
| 1801                                     | 1802                            | Michel Martin-Ferréol         |           |                                                                    |
| 1804                                     | 1804                            | François Martin-Ferréol       |           |                                                                    |
| 1804                                     | 1807                            | Joseph Dauphin                |           |                                                                    |
| 1808                                     | 1823                            | Paul Devoulx                  |           |                                                                    |
| 1823                                     | 1826                            | Pierre-Paul Arnaud            |           |                                                                    |
| 1826                                     | 1830                            | Jean-Denis Isoard             |           |                                                                    |
| octobre 1830                             | 1831                            | Marie-Denis Martin            |           |                                                                    |
| décembre 1831                            | octobre 1840                    | Pierre-Paul Arnaud            |           |                                                                    |
| octobre 1840                             | avril 1848                      | Étienne Chauvin               |           | Docteur en médecine, Révolution française de 1848                  |
| avril 1848                               | 1851                            | Jean-Baptiste Roman           |           |                                                                    |
| 1852                                     | 1857                            | Jean-Auguste Dermitanis       |           |                                                                    |
| 1857                                     | 1860                            | Hercule César Alfred de Salve |           |                                                                    |
| décembre 1860                            | avril 1861                      | Joseph Balthazar Aubert       |           |                                                                    |
| avril 1861                               | octobre 1861                    | Hercule César Alfred de Salve |           |                                                                    |
| novembre 1861                            | juillet 1869                    | Joseph Louis Aubert           |           |                                                                    |
| juin 1869                                | juin 1906                       | Sébastien, vicomte de Salve,  |           |                                                                    |
| juin 1906                                | juin 1912                       | Casimir Amédée Martin         |           |                                                                    |
| mai 1912                                 | 1935                            | Jean de Salve                 |           |                                                                    |
| 1935                                     |                                 | Roger Lesbros                 |           |                                                                    |
|                                          | 3 août 1943                     | Ernest Marseille              |           | révoqué par Vichy                                                  |
|                                          |                                 |                               |           |                                                                    |
| 1945                                     | 1953                            | Daniel Reynaud                |           |                                                                    |
| 1953                                     | 1959                            | Raoul Anglès                  |           | Ancien député (1914-1924)                                          |
| 1959                                     | 1961                            | Maurice Brun                  |           |                                                                    |
| 1962                                     | 1965                            | Raoul Anglès                  |           |                                                                    |
| 1965                                     | 1971                            | Paul Blanc                    |           |                                                                    |
| 1971                                     | 1977                            | Jean-Pierre Brunet            |           |                                                                    |
| mars 1977                                | novembre 1996                   | Georges Alliaud               | PCF       | Instituteur, conseiller général du canton de Reillanne (1992-1996) |
| décembre 1996                            | janvier 2009                    | Raymond Bressand              | PCF       | Conseiller général du canton de Reillanne (1997-2011)              |
| mars 2009                                | avril 2014                      | Alain Calvet                  | UMP,      |                                                                    |
| avril 2014                               | septembre 2015                  | Christine Baptiste            | UDI       |                                                                    |
| septembre 2015                           | En cours (au 13 septembre 2015) | Claire Dufour                 | FG        |                                                                    |

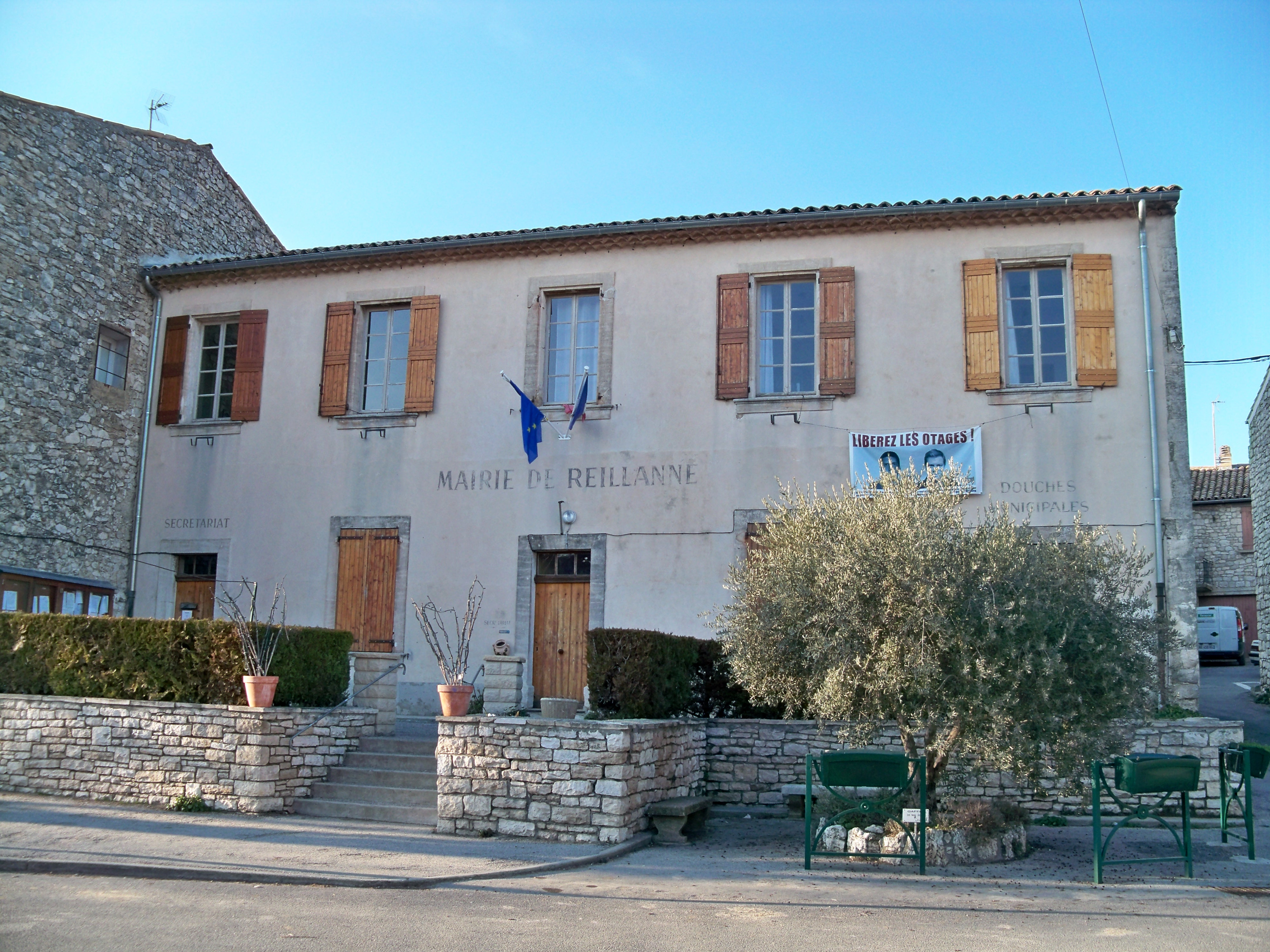
Mairie de Reillanne.

En 2014, les trois listes en lice obtiennent des scores proches. Des tensions apparaissent rapidement, et plusieurs conseillers municipaux, de l'opposition comme de la majorité (dont trois adjoints) démissionnent. En mars 2015, dix conseillers au total avaient démissionné, sur les 19 élus en mars 2014,.

### Intercommunalité
Reillanne a fait partie, de 1992 à 2016, de la communauté de communes de Haute-Provence. Depuis le 1er janvier 2017, elle est membre de la communauté de communes Haute-Provence Pays de Banon.

### Finances locales
| Taxe                                                | Part communale | Part intercommunale | Part départementale | Part régionale |
| --------------------------------------------------- | -------------- | ------------------- | ------------------- | -------------- |
| Taxe d'habitation (TH)                              | 7,90 %         | 0,00 %              | 5,53 %              | 0,00 %         |
| Taxe foncière sur les propriétés bâties (TFPB)      | 22,74 %        | 0,00 %              | 14,49 %             | 2,36 %         |
| Taxe foncière sur les propriétés non bâties (TFPNB) | 82,69 %        | 0,00 %              | 47,16 %             | 8,85 %         |
| Taxe professionnelle (TP)                           | 17,48 %        | 0,00 %              | 10,80 %             | 3,84 %         |

La part régionale de la taxe d'habitation n'est pas applicable.
La taxe professionnelle est remplacée en 2010 par la cotisation foncière des entreprises (CFE) portant sur la valeur locative des biens immobiliers et par la cotisation sur la valeur ajoutée des entreprises (CVAE) (les deux formant la contribution économique territoriale (CET) qui est un impôt local instauré par la loi de finances pour 2010).

### Jumelages
| Reillanne Roccasparvera |

- Roccasparvera  (Italie) depuis le 13 octobre 1996[83].

Roccasparvera est une commune de 733 habitants de la province de Coni (Piémont). Le jumelage est signé à Reillanne le 13 octobre 1996 entre Gian Piero Robbione, maire de Roccasparvera, et Georges Alliaud, maire de Reillanne et conseiller régional des Alpes-de-Haute-Provence. Ce jumelage s'explique du fait que, du XIVe au XVIIe siècle, la famille Bolleris, châtelain de Roccasparvera, règne alors aussi sur la vicomté de Reillanne (qui englobe également d'autres communes actuelles, comme Mane, Saint-Étienne-les-Orgues et Saint-Michel-l'Observatoire).

## Population et société

### Démographie
Les habitants de la commune sont appelés les Reillannais.
En 2022, Reillanne comptait 1 730 habitants. À partir du XXIe siècle, les recensements réels des communes de moins de 10 000 habitants ont lieu tous les cinq ans (2006, 2011, 2016, etc. pour Reillanne). Depuis 2004, les autres chiffres sont des estimations.
| 1765  | 1793  | 1800  | 1806  | 1821  | 1831  | 1836  | 1841  | 1846  |
| ----- | ----- | ----- | ----- | ----- | ----- | ----- | ----- | ----- |
| 1 217 | 1 239 | 1 175 | 1 470 | 1 292 | 1 421 | 1 270 | 1 379 | 1 390 |

| 1851  | 1856  | 1861  | 1866  | 1872  | 1876  | 1881  | 1886  | 1891  |
| ----- | ----- | ----- | ----- | ----- | ----- | ----- | ----- | ----- |
| 1 451 | 1 514 | 1 480 | 1 435 | 1 516 | 1 505 | 1 356 | 1 360 | 1 311 |

| 1896  | 1901  | 1906  | 1911  | 1921 | 1926 | 1931 | 1936 | 1946 |
| ----- | ----- | ----- | ----- | ---- | ---- | ---- | ---- | ---- |
| 1 328 | 1 306 | 1 217 | 1 081 | 987  | 939  | 880  | 808  | 750  |

| 1954 | 1962 | 1968 | 1975 | 1982 | 1990  | 1999  | 2006  | 2011  |
| ---- | ---- | ---- | ---- | ---- | ----- | ----- | ----- | ----- |
| 585  | 622  | 602  | 665  | 892  | 1 197 | 1 322 | 1 476 | 1 542 |

| 2016  | 2021  | 2022  | - | - | - | - | - | - |
| ----- | ----- | ----- | - | - | - | - | - | - |
| 1 653 | 1 713 | 1 730 | - | - | - | - | - | - |

| 1315     | 1471    |
| -------- | ------- |
| 316 feux | 91 feux |

L’histoire démographique de Reillanne, après la saignée des XIVe et XVe siècles et le long mouvement de croissance jusqu’au début du XIXe siècle, est marquée par une période d’« étale » où la population reste relativement stable à un niveau élevé. Cette période occupe la majeure partie du siècle, et ne s’interrompt qu’après 1876. L’exode rural commence donc tardivement à Reillanne, mais provoque néanmoins un mouvement de recul démographique de longue durée. En 1946, la commune enregistre la perte de la moitié de sa population du maximum historique de 1872, ce qui moins rapide que pour les communes de montagne. Le mouvement de recul se poursuit jusqu’aux années 1950, et s’inverse fermement dans les années 1970. Depuis, la population a retrouvé et même dépassé ses plus hauts niveaux.

### Enseignement
La commune est dotée d'une crèche et d’une école primaire. Les élèves vont ensuite au collège Henri-Laugier à Forcalquier puis au lycée Félix-Esclangon ou au Lycée polyvalent Les Iscles tous les deux situés à Manosque.

### Sports
La commune propose différentes activités sportives comme le football avec le Football Club reillannais, l'équitation au club de Céline Beauvois, le tennis de table, le tennis avec le Tennis Club Reillannais, le stretching avec l' Elastic Girls ou le ski avec le Ski club de Reillanne.

### Culture
Les lieux de culture de Reillanne sont : une bibliothèque, un atelier de cirque et une école de musique. Une association itinérante de cinéma, La Strada, projette régulièrement des films.
La librairie Regain, fondée en 2008 par Antoine Prohom et reprise en 2018 par Sadou Czapka propose un fonds exceptionnel en poésie, littérature et en musique classique . Elle initie de nombreuses rencontres littéraires et tient un stand de livres depuis 2013 au festival international de piano de La Roque d'Anthéron.
En juin 2014, le conseil municipal avait inscrit à l'ordre du jour la fermeture de l'école de musique pour des raisons budgétaires. Une pétition a entrainé l'ajournement de cette fermeture. L'école de musique continue à être un lieu de culture de Reillanne.

### Cultes
La paroisse est rattachée à un secteur pastoral de 14 paroisses, le secteur pastoral du Largue. Le culte est célébré alternativement dans les églises de ces quinze communes.

### Services publics
Plusieurs services publics ont une présence permanente, comme La Poste et la DDE. La mairie organise également un service d'aide à domicile.
La CPAM assure une permanence d'une demi-journée par mois, en mairie. L'office de tourisme vous aide à préparer votre séjour et établit un lien entre les différents acteurs du développement touristique.

## Économie

### Aperçu général
En 2009, la population active dépassait les 600 personnes, avec un taux de chômage dépassant les 14 %. Le nombre d’emplois dans la commune n’était que de 260 (soit un indicateur de concentration d'emploi de 48 %), environ 350 personnes soit 65 % des actifs ayant un emploi vont travailler hors de la commune. L’emploi salarié domine de peu, avec 60 % des emplois de la commune.

### Agriculture
Le secteur agricole comptait trente-trois exploitations en 2010, soit un fort recul depuis 2000 (perte de huit exploitations) et 1988 (perte de vingt-deux exploitations). L’essentiel des exploitations se consacrent aux grandes cultures (22, soit deux sur trois) ; on recense également cinq élevages ovins et quatre exploitations pratiquant la polyculture. La surface agricole utilisée est elle aussi en fort recul, de 35 % à 1 307 ha entre 2000 et 2010, seules les grandes cultures augmentant les superficies cultivées. La SAU de 2010 est inférieure à son niveau de 1988 (1 170 ha).
La commune est située dans deux aires de labellisation de produits agricoles : vin de pays des Alpes-de-Haute-Provence et huile d'olive de Provence AOC. Cependant, la vigne, qui occupait au XIXe siècle plusieurs dizaines d’hectares produisant un vin destiné à l’autoconsommation et à la vente sur les marchés locaux, n’est actuellement exploitée que sur quelques hectares
. L’olivier n’était pas présent dans la commune au début du XIXe siècle. Actuellement, il occupe quelques surfaces restreintes.
Un silo à grains est construit en 1966 au lieu-dit « Les Granons », au carrefour de l'ancienne route nationale 100 (Apt-Forcalquier) et de la RD 907 (Reillanne-Manosque). Les travaux sont réalisés par la Coopérative départementale des Silos de Manosque. Le silo permet de recueillir le blé récolté sur place, alors qu'il devait être entreposé à Manosque avant cette date.
2 entreprises de travaux forestiers sont également présentes dans la commune, ainsi que 3 éleveurs (ovins, bovins, faisans-perdreaux) et un apiculteur.[réf. nécessaire]

### Artisanat et industrie
Fin 2010, le secteur secondaire (industrie et construction) comptait 46 établissements, employant 53 salariés.
La commune compte une douzaine d'artisans, essentiellement dans la poterie et le cuir. La filière bois trouve un débouché par la présence d'un fabricant de meubles et d'un tapissier d'ameublement.

### Activités de service
Fin 2010, le secteur tertiaire (commerces, services) comptait 98 établissements (avec 29 emplois salariés), auxquels s’ajoutent les 17 établissements du secteur administratif (regroupé avec le secteur sanitaire et social et l’enseignement), salariant 35 personnes.
Un marché se tient à Reillanne le jeudi et le dimanche matin. Le marché du dimanche est le plus grand des deux.
Quelques commerces de proximité sont présents : 1 boucherie, 2 boulangeries et 1 dépôt de pain, 2 épiceries, 1 librairie, 1 tabac, 1 cave à vin, 1 coiffeur, 1 institut esthétique, 2 bars restaurants, etc..
D'après l’Observatoire départemental du tourisme, la fonction touristique est d’une importante moyenne pour la commune
, l’essentiel de la capacité d'hébergement étant non marchande. Plusieurs structures d’hébergement à finalité touristique existent dans la commune :
- un seul hôtel[115] non classé[116] ;
- un camping classé une étoile[117] avec une capacité de 110 emplacements[104] ;
- plusieurs meublés labellisés[118] ;
- des chambres d’hôtes[119].

Les résidences secondaires apportent un complément appréciable à la capacité d’accueil : au nombre de 242, elles représentent 23 % des logements,.

## Culture locale et patrimoine

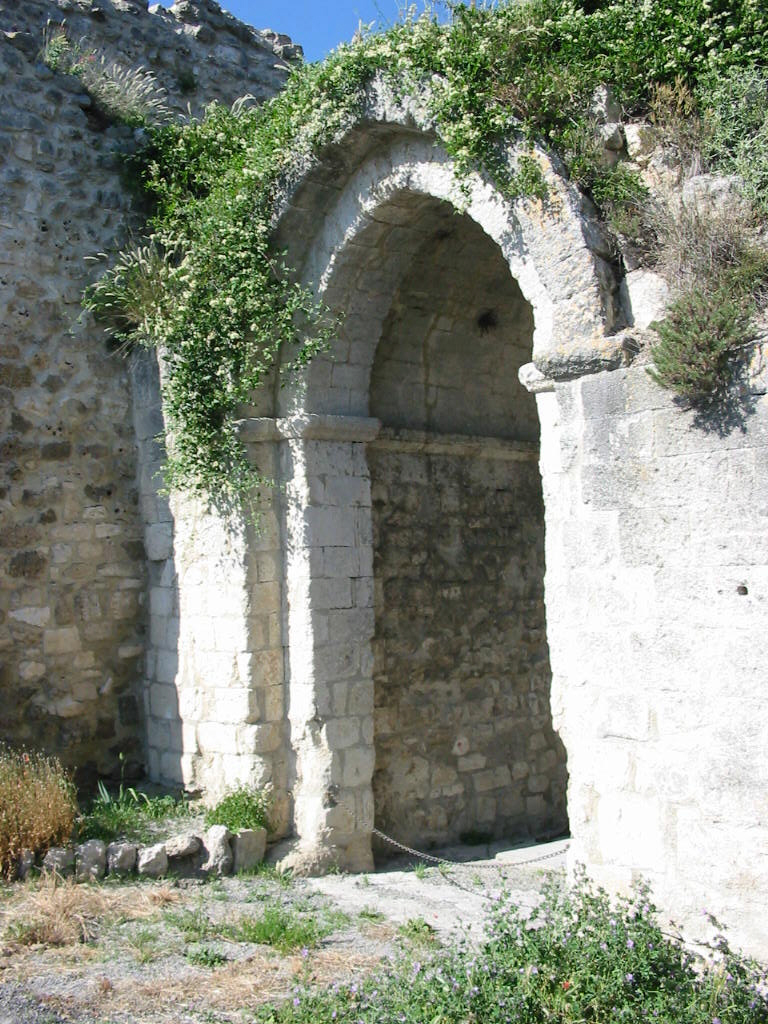
Porte Saint-Pierre, XIIe siècle.

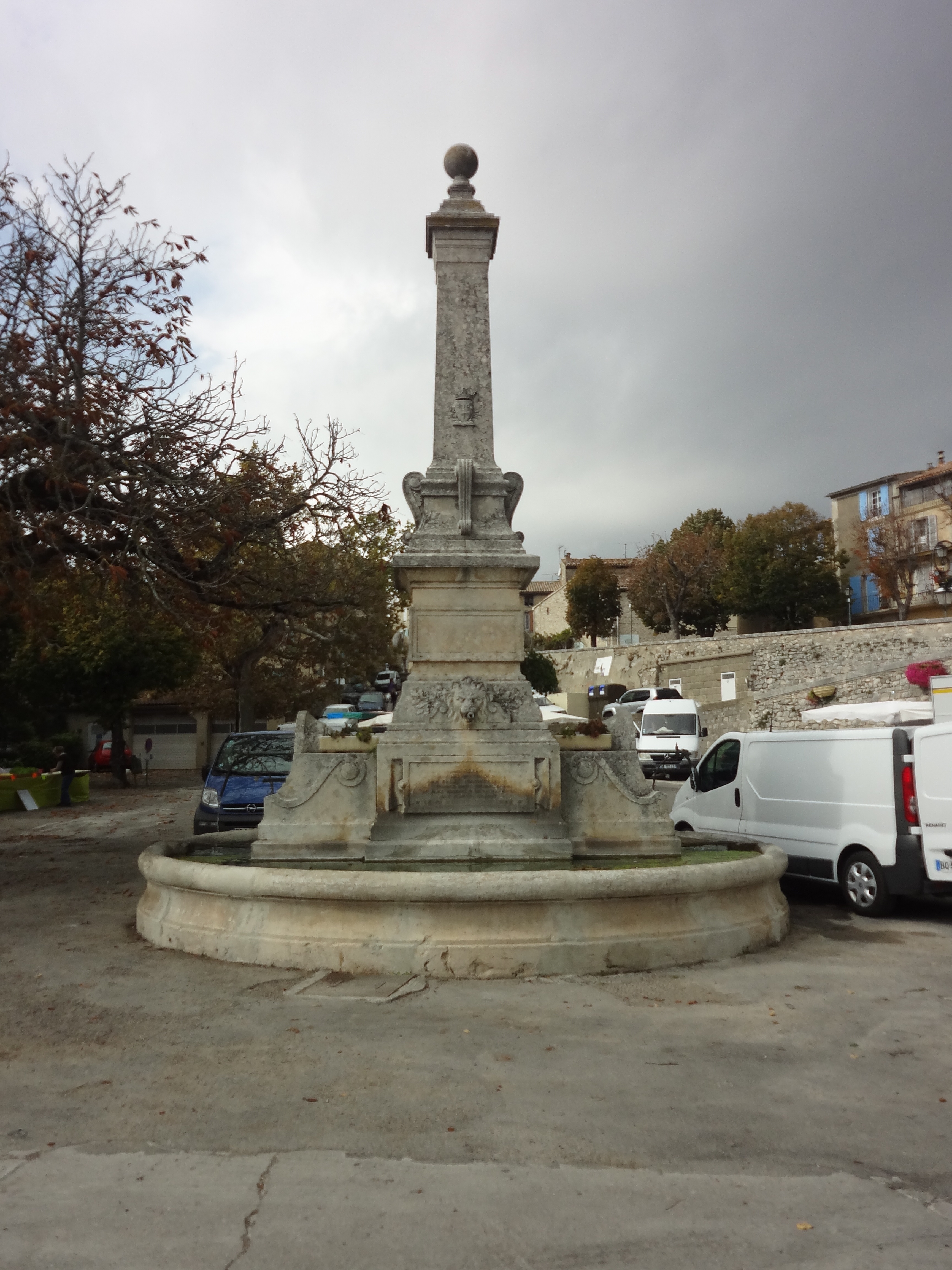
Fontaine de Reillanne, manifeste conservateur.

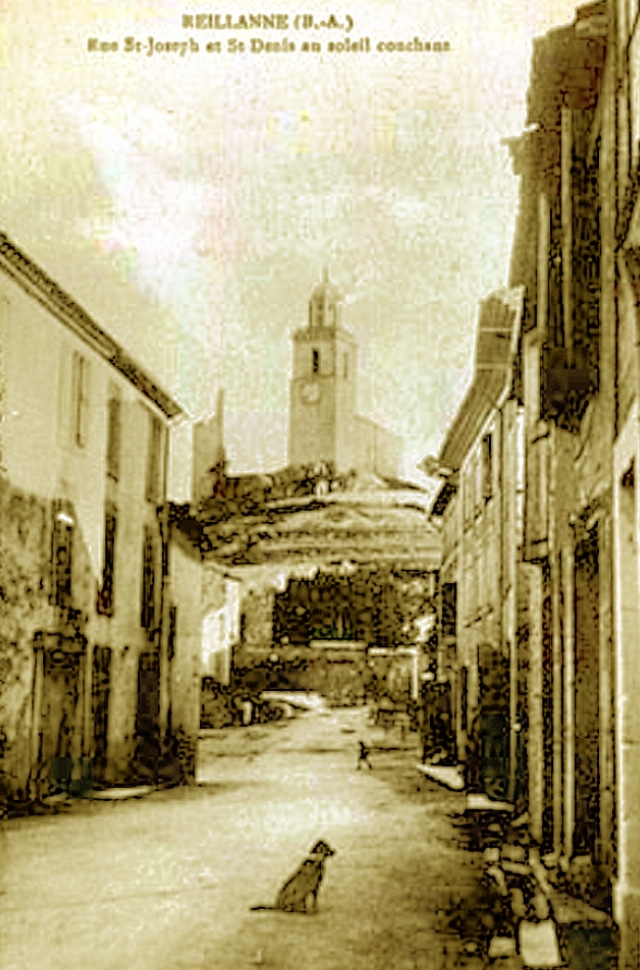
Saint-Denis des Pénitents blancs vu de la rue Saint-Joseph.

### Lieux et monuments
Au sommet du site du village perché, se trouve une table d'orientation de Saint-Denis ; de là, une vue panoramique s'étend sur la vallée de l'Encrême, le Luberon et le vieux village de Reillanne au sud, les Alpes à l'est, et la montagne de Lure au nord.

#### Architecture militaire
Reillanne est dominée encore par une des tours de l'ancien château (sur laquelle on a élevé en 1889 un clocher). De l’enceinte médiévale, il subsiste deux portes : la porte Saint-Pierre, monument historique inscrit (XIIIe siècle), où le passage de la herse est encore visible, et la porte des Forges (XIIe siècle).
Au Bourget, une tour de 8 m de diamètre est encore visible.

#### Architecture civile
Le château de Valligrane, construit entre 1650 et 1680, dans un petit parc.
Une maison date de 1523. Dans la maison Charpin, une fresque classée à peine visible, avec une inscription en gothique, daterait de 1500. La Garde de Dieu, actuellement transformée en ferme, est un ancien relais de poste. La fontaine monumentale de la place principale est élevée entre 1874 et 1880.
Le moulin Delestic ou moulin Agnelier, construit en 1859, a fermé ses portes en 1955. Toute la machinerie est encore présente, y compris une ancienne machinerie de bois. L’ensemble est inscrit comme monument historique.
La fontaine monumentale de la place principale est un témoin des luttes idéologiques des années 1870 entre républicains et monarchistes-conservateurs, alors que la forme républicaine du régime (qui est devenu la Troisième République avec le vote des lois constitutionnelles de 1875) n’était pas encore assurée. Élevée en 1874-1880, elle ne porte aucun symbole républicain ; au-dessus de l’inscription inaugurale, se trouve un texte faisant allusion à l’action divine. Au dos de la fontaine, le dicton en provençal, Que voudra beure bouen, vengue a la boueno fouent (que celui qui veut bien boire, qu’il aille à la bonne source), a une double lecture selon Maurice Agulhon, puisqu’il est possible de s’abreuver d’une idéologie. L’ensemble constitue un manifeste anti-républicain et « blanc ».
- Portail de type florentin du XVIIIe siècle,
- Cadran solaire,
- Lavoir.

#### Art religieux
L’église Notre-Dame-de-l'Assomption, également placée sous le vocable de saint Pierre, est construite entre 1100 et 1150, puis reconstruite après 1558. La nef, longue de trois travées, et voûtée d’ogives, date de la reconstruction. Assez exceptionnellement pour le département, elle est flanquée de deux bas-côtés, construits au XVIIe siècle. La travée de chœur est voûtée en berceau, et occupe toute la largeur du bâtiment (roman). Le chevet, intermédiaire entre le roman et le gothique (au XVIe siècle), est surmonté d’une voûte en cul-de-four divisée en six branches rayonnantes ; il possède une abside et une absidiole au sud, celle du nord a été détruite. Son portail occidental est surmonté d’un fronton arrondi, orné de feuillages, et encadré de pot-à-feux, qui est le seul élément Renaissance de l’église. Les vitraux du chœur datent du début du XXe siècle.
À l'intérieur, au-dessus de la chapelle de la Vierge se trouve un tableau représentant L'Assomption de la Vierge, huile sur toile, classée en 1988, copie d'une peinture originale conservée à Paris au musée du Louvre, ainsi qu'une œuvre de Jean-Pierre Raspail peinte en 1840
Son presbytère, construit à la fin du XVIIe siècle, possède trois cheminées dont le manteau est orné de gypseries. Sa façade est ornée d’un cartouche, qui indique qu’il servit de maison commune. Il abrite plusieurs tableaux de thèmes religieux, inscrits au titre objet.
Il ne reste de l’ancienne église romane Saint-Pierre, remplacée par Notre-Dame-de-l’Assomption, que le clocher-mur.
La chapelle Saint-Roch, installée dans l’ancienne synagogue, possède un escalier orné de tableaux de gypserie : une Vierge à l’Enfant et un Bon-Pasteur, attribuée au XVIIe siècle.
La chapelle Saint-Denis des Pénitents blancs est reconstruite en 1858 pour remercier la Vierge, que les Pénitents blancs avaient implorée d'apporter la pluie. Elle possède une nef de trois travées, deux voûtées d’arêtes et la troisième, la travée centrale, placée sous coupole. Son clocher est roman. Elle conservait un devant d’autel du XIIe siècle sculpté en bas-relief, avec saint Jacques et saint Martin encadrant la main bénissante de Dieu, classé monument historique au titre objet, et aujourd’hui transféré dans l’église N.-D.-de-l’Assomption.
La chapelle Notre-Dame-des-Prés, qui desservait un monastère, date en partie (chevet) du XVe siècle.
- Musée ethnologique

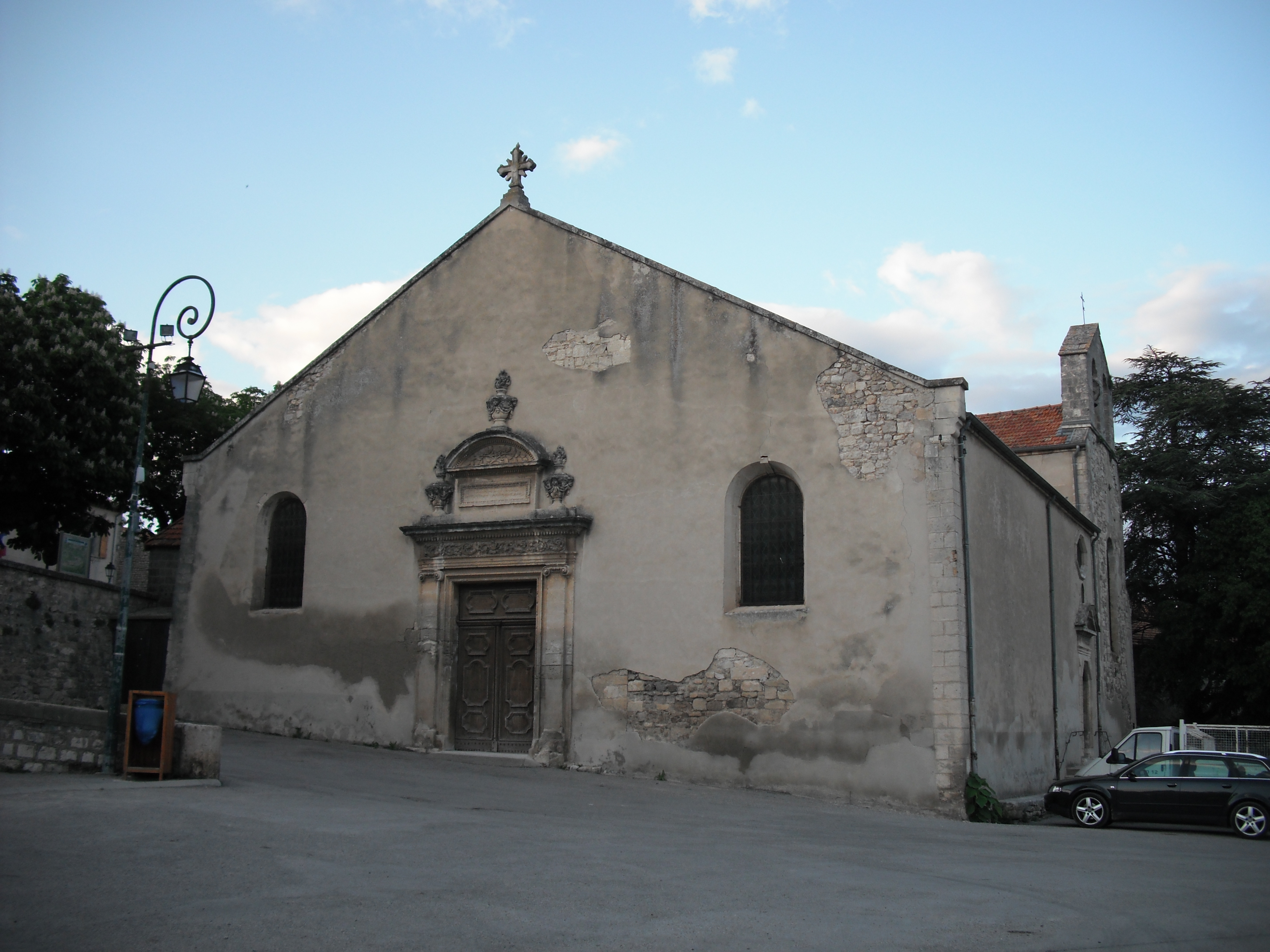
Église Notre-Dame-de-l'Assomption.
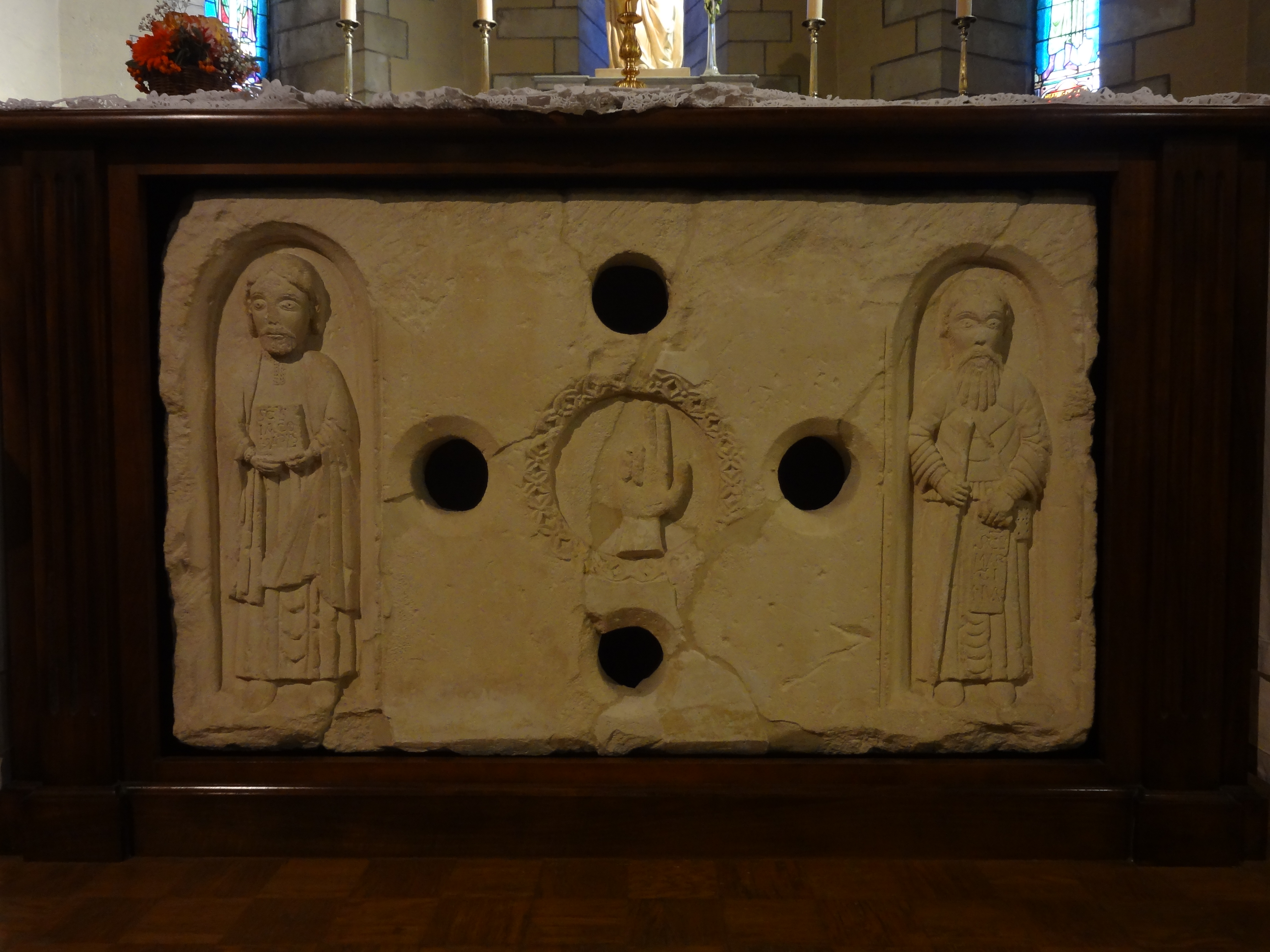
Devant d’autel médiéval, église Notre-Dame-de-l’Assomption.

### Personnalités liées à la commune
- Raimbaud de Reillanne, archevêque d'Arles au (XIe siècle).
- Pierre de Gueidan (né à Reillanne en 1645, mort à Aix-en-Provence en 1734), grand-père de Gaspard de Gueidan, président de la Cour des comptes d'Aix[144].
- Marius Isoard (1839-1894), né à Reillanne, député en 1889, maire de Marseille de 1873 à 1874.
- Louis Alfred Doumet (1894-1954), acteur et comique marseillais connu sous le nom de scène de Doumel, né à Marseille en 1889 et mort à Reillanne.
- Fikret Moualla (1903-1967), peintre né à Constantinople et mort à Reillanne.

### Héraldique
| Blason de Reillanne | Blason  | D'azur à un soc de charrue d'argent posé en pal et accosté en chef de deux fleurs de lis du même. |
| Blason de Reillanne | Détails | Le statut officiel du blason reste à déterminer.                                                  |

### Patrimoine culturel

#### Reillanne et le cinéma
1967 : Mouchette de Robert Bresson et adapté du roman de Georges Bernanos, Nouvelle Histoire de Mouchette y a été tourné en partie.
2002 : Permission Moisson de Didier Grousset et adapté d'un roman.

Voir aussi